# Tindaria lata
Tindaria lata — вид двостулкових молюсків родини Tindariidae. Це морський демерсальний вид, що мешкає на заході Атлантики біля берегів США.